# جامعة المجمعة
جامعة المجمعة جامعة حكومية من أحدث الجامعات السعودية تأسيسا، حيث تأسست في 3 رمضان 1430هـ الموافق 24 أغسطس 2009، تقع الجامعة في محافظة المجمعة في منطقة الرياض، وتضم ثلاثة عشر كلية مختلفة. يقع المقر الرئيسي في المجمعة بينما تتوزع بعض الكليات في كل من الزلفي، الغاط، رماح وحوطة سدير. تقدم هذه الجامعة خدمتها لمنطقة جغرافية كبيرة تشمل عدة محافظات ومدن وهجر اكتمل فيها انتشار التعليم العام لتكمل هذه الجامعة منظومة التعليم فيها وتحقق هدف وزارة التعليم بالتوسع في التعليم الجامعي ليشمل كل أرجاء المملكة حيث ستساعد هذه الجامعة في استيعاب الأعداد المتزايدة من خريجي الثانوية العامة والتخفيف على الجامعات في المدن الكبيرة.

## التاريخ
أنشئت جامعة المجمعة في 3 رمضان 1430 هـ الموافق 24 أغسطس 2009 م بناءً على قرار الملك عبد الله بن عبد العزيز آل سعود رئيس مجلس الوزراء رئيس مجلس التعليم العالي في السعودية، وصدر أمر بتعيين الدكتور خالد بن سعد المقرن كأول مدير لها.

## الكليات التابعة للجامعة

### كليات المجمعة
- الكلية التطبيقية
- كلية إدارة الأعمال

- كلية التربية
- كلية التمريض

- كلية الشريعة والقانون
- كلية الطب

- كلية العلوم
- كلية العلوم الطبية التطبيقية

- كلية الهندسة
- كلية طب الأسنان

- كلية علوم الحاسب والمعلومات

### كليات الزلفي
- كلية طب الأسنان.
- كلية التربية.
- كلية العلوم.
- كلية إدارة الأعمال.

### كليات حوطة سدير
- كلية العلوم والدراسات الإنسانية بحوطة سدير

### كليات الغاط
- كلية العلوم والدراسات الإنسانية بمحافظة الغاط.

### كليات رماح
- كلية العلوم والدراسات الإنسانية برماح.

### الشعب التابعة للجامعة
توجد في محافطة الزلفي شعب لكلية إدارة الأعمال بالمجمعة حيث تتواجد في مبنى السنة التحضيرية

## العمادات
فيما يلي عمادات الجامعة:
- عمادة القبول والتسجيل
- عمادة تقنية المعلومات
- عمادة الدرسات العليا
- عمادة البحث العلمي
- عمادة التعليم الإلكتروني والتعلم عن بعد
- عمادة الجودة وتطوير المهارات
- عمادة خدمة المجتمع والتعليم المستمر
- عمادة شؤون الطلاب
- عمادة شؤون المكتبات
- عمادة الموارد البشرية
- عمادة السنة التحضيرية

## المراكز والمعاهد
فيما يلي مراكز ومعاهد الجامعة:
- مركز الابتكار
- مركز المبادرات النوعية
- معهد الملك سلمان للدرسات والخدمات الاستشارية
- مرصد المسؤولية الاجتماعية
- المشروع التطويري لتأهيل الجامعة للاعتماد الأكاديمي

## رؤساء جامعة المجمعة
| الرئيس                 | تاريخ التعيين  | مصدر  |
| ---------------------- | -------------- | ----- |
| صالح بن عبدالله المزعل | 28 أغسطس 2021  | [ 4 ] |
| خالد بن سعد المقرن     | 17 ديسمبر 2009 | [ 5 ] |